# Иззи Бизу
Изабель Бердшоу (англ. Isobel Beardshaw; род. 28 апреля 1994), наиболее известна как Иззи Бизу (англ. Izzy Bizu) — британская певица и автор-песен частично эфиопского происхождения. В данный момент имеет контракт с лейблом Epic Records. Бизу была отмечена ведущими крупных радиостанций, в частности Энни Мак и Филом Таггартом на BBC Radio 1 и Тревором Нельсоном на BBC Radio 1Xtra. Выступала на разогреве таких групп и исполнителей, как Сэм Смит, Rudimental и Foxes во время их туров по Великобритании. В ноябре 2015 года она была одной из трёх кандидатов, выбранных в качестве номинантов на получение премии Brit Critics' Choice Award, а также вошла в список номинантов в опросе Sound of... 2016 года, проводимого BBC.

## Биография
Родом из Юго-Западного Лондона. Её мать является эфиопкой, а её отец англичанином. Выросла слушая таких исполнителей как Элла Фитцджеральд, Бетти Суонн и Джеймс Браун. Также влияние на неё оказали и современные исполнители: Эми Уайнхаус и Адель, когда певица выработала свой стиль, состоящий из элементов соула, фанка, джаза и попа.

## Карьера

### 2013:Coolbeanz
В феврале 2013 года Бизу стала победительницей одного из живых шоу «Open mic», выиграв у прочих участников, среди которых были Эмели Санде и Naughty Boy, которые также исполняли обязанности ведущих шоу. В сентябре 2013 года она самостоятельно выпустила свой дебютный мини-альбом Coolbeanz, который занял 3 место в чарте iTunes, Soul и RnB Chart и разошёлся тиражом в 50 000 копий. «White Tiger», заглавный сингл этого мини-альбома, был отмечен Зейном Лоу, как претендент на большую известность в будущем. В октябре 2013 года она выступила на разогреве у Сэма Смита во время его британского тура, а в ноябре того же года Джейми Каллум пригласил её выступить на своем концерте, проходившем в The Roundhouse, в Лондоне.

### 2014 — настоящее время:A Moment of Madness
В июле 2014 года Бизу подписала контракт с лейблом Epic Records UK и была выбрана BBC Introducing в качестве участницы Гластонберийского фестиваля. Годом позже, она выпустила первые синглы для своего дебютного альбома. Adam & Eve и Diamond, получившие поддержку от BBC Radio 1, BBC Radio 2 и 1Xtra, были исполнены на Гластонберийском фестивале во второй раз. В сентябре 2015 года, после выпуска сингла «Give Me Love», Бизу впервые выступила на телевидении, появившись в шоу «Позднее... с Джулсом Холландом». 2 сентября 2016 года вышел дебютный альбом певицы, — A Moment of Madness .
17 марта 2017 вышел альбом Milky Chance «Blossom», Бизу можно услышать в треке «Bad Things».

## Стиль и влияние
Бизу описывает себя как поклонницу миксов музыки жанра джаз-фьюжн, а также любительницу сквот и рейв-вечеринок. Она выросла, слушая Эллу Фицджеральд, Бетти Суонн и Джеймса Брауна и опирается на влияние этой музыки, наряду с более новыми Эми Уайнхаус и Адель, при создании своих композиций, являющихся смесью соул, фанка, джаза и поп-пмузыки. Бизу также указывает The Black Keys, Дайану Росс, Grammatics и Сэма Кука в числе людей, повлиявших на её музыку.

## Дискография

### Альбом
| Год                 | История релиза                                                                     | Высшая позиция в чартах | Высшая позиция в чартах | Высшая позиция в чартах | Высшая позиция в чартах | Высшая позиция в чартах | Высшая позиция в чартах |
| Год                 | История релиза                                                                     | UK                      | AUS                     | BEL (FL)                | JPN                     | NLD                     | SCO                     |
| ------------------- | ---------------------------------------------------------------------------------- | ----------------------- | ----------------------- | ----------------------- | ----------------------- | ----------------------- | ----------------------- |
| A Moment of Madness | - Выпущен: 2 сентября 2016 - Лейбл: Epic Records - Формат: Цифровое скачивание, CD | 23                      | 86                      | 94                      | 96                      | 95                      | 20                      |

### Мини-альбомы
| Название  | История релиза                                                            |
| --------- | ------------------------------------------------------------------------- |
| Coolbeanz | - Выпущен: Сентябрь 2013 - Лейбл: Самиздат - Формат: Цифровая дистрибуция |

### Синглы
| Год  | Название                     | Высшая позиция в чартах | Высшая позиция в чартах | Высшая позиция в чартах | Высшая позиция в чартах | Высшая позиция в чартах | Высшая позиция в чартах | Высшая позиция в чартах | Высшая позиция в чартах | Альбом              |
| Год  | Название                     | UK                      | AUT                     | BEL (FL)                | BEL (WA)                | FRA                     | GER                     | JPN                     | SCO                     | Альбом              |
| ---- | ---------------------------- | ----------------------- | ----------------------- | ----------------------- | ----------------------- | ----------------------- | ----------------------- | ----------------------- | ----------------------- | ------------------- |
| 2015 | «Diamond»                    | —                       | —                       | —                       | —                       | —                       | —                       | —                       | —                       | A Moment of Madness |
| 2015 | «Adam & Eve»                 | —                       | —                       | —                       | —                       | —                       | —                       | —                       | —                       | A Moment of Madness |
| 2015 | «Give Me Love»               | —                       | —                       | —                       | —                       | —                       | —                       | —                       | —                       | A Moment of Madness |
| 2015 | «White Tiger»                | 90                      | 65                      | —                       | 45                      | 57                      | 54                      | 19                      | 51                      | A Moment of Madness |
| 2016 | «Mad Behaviour»              | —                       | —                       | —                       | —                       | —                       | —                       | —                       | —                       | A Moment of Madness |
| 2016 | «Sweat (A La La La La Long)» | —                       | —                       | —                       | —                       | —                       | —                       | —                       | —                       | A Moment of Madness |
| 2016 | «Lost Paradise»              | —                       | —                       | —                       | —                       | —                       | —                       | —                       | —                       | A Moment of Madness |
| 2016 | «Talking to You»             | 56                      | —                       | —                       | —                       | —                       | —                       | —                       | 17                      | A Moment of Madness |